# Paul McGinley
Paul Noel McGinley (Dublino, 16 dicembre 1966) è un golfista irlandese.
In carriera ha vinto quattro tornei dello European Tour. Dopo aver contribuito alla vittoria di tre Ryder Cup consecutive dal 2002 al 2006, nel 2014 è divenuto il primo irlandese a capitanare la rappresentativa europea, vincendo anche tale edizione.

## Carriera
Fin da bambino giocò a calcio gaelico, ma dopo un infortunio al ginocchio, avvenuto quando aveva 18 anni, si dedicò soltanto al golf.
 Nel 1989 arrivò il primo successo all’Irish Amateur Close Championship; due anni dopo vinse il South of Ireland Championship e fu selezionato per partecipare alla Walker Cup, dove gli Stati Uniti di Phil Mickelson batterono la formazione britannico-irlandese 14-10.
Alla fine dell’anno passò al professionismo e la stagione seguente partecipò allo European Tour. Sfiorò la vittoria al Open di Francia 1993, quando perse il play-off contro Costantino Rocca, e all’Open Mediterrania 1994, dove si arrese a José María Olazábal sempre al play-off. Ottenne il primo titolo dello European Tour nel 1996, all’Hohe Brücke Open, oggi chiamato di nuovo Open d’Austria. Insieme a Pádraig Harrington vinse la Coppa del Mondo con l’Irlanda.
Il terzo successo personale risale al 2001, quando all’Open del Galles ebbe la meglio alla quinta buca del play-off. L’anno seguente, alla prima apparizione in Ryder Cup, guadagnò il mezzo punto necessario alla vittoria dell’Europa nel singolare contro Jim Furyk.
Raggiunse il suo miglior piazzamento in un major al PGA Championship 2004, quando arrivò sesto. Ma giocò la sua miglior stagione nel 2005, quando vinse i Volvo Masters ed arrivò secondo in altri tre tornei, entrando così nella top 20 della classifica mondiale e finendo terzo nell’Ordine di Merito. In seguito si piazzò secondo al KLM Open del 2008.

## Vittorie professionali (10)

### European Tour vittorie (4)
| Legenda                 |
| Tour Championships (1)  |
| Altri European Tour (3) |

| No. | Data            | Torneo                         | Punteggio di vittoria | Margine | Secondo/i                      |
| --- | --------------- | ------------------------------ | --------------------- | ------- | ------------------------------ |
| 1   | 11 agosto 1996  | Hohe Brücke Open               | −19 (73-66-68-62=269) | 1 colpo | David Lynn, Juan Carlos Piñero |
| 2   | 26 ottobre 1997 | Oki Pro-Am                     | −22 (66-67-64-69=266) | 4 colpi | Iain Pyman                     |
| 3   | 12 agosto 2001  | Celtic Manor Resort Wales Open | −6 (67-71=138)*       | Playoff | Paul Lawrie, Daren Lee         |
| 4   | 30 ottobre 2005 | Volvo Masters                  | −10 (74-68-65-67=274) | 2 colpi | Sergio García                  |

*Nota:Il Celtic Manor Resort Wales Open del 2001 è stato ridotto a 36 buche a causa della pioggia.
European Tour playoff record (1–3)
| No. | Anno | Torneo                         | Sfidante/i             | Risultato                                                                       |
| --- | ---- | ------------------------------ | ---------------------- | ------------------------------------------------------------------------------- |
| 1   | 1993 | Peugeot Open de France         | Costantino Rocca       | Perso col bogey alla prima buca extra                                           |
| 2   | 1994 | Turespaña Open Mediterrania    | José María Olazábal    | Perso col birdie alla seconda buca extra                                        |
| 3   | 2001 | Celtic Manor Resort Wales Open | Paul Lawrie, Daren Lee | Vinto con par alla quinta buca extra Lawrie eliminato col par alla seconda buca |
| 4   | 2005 | TCL Classic                    | Paul Casey             | Perso col birdie alla seconda buca extra                                        |

### Altre vittorie (6)
| N° | Data             | Torneo                                     | Punteggio di vittoria     | Margine | Secondo/i                                   |
| -- | ---------------- | ------------------------------------------ | ------------------------- | ------- | ------------------------------------------- |
| 1  | 13 ottobre 1991  | UAP Under-25s Championship                 | −5 (70-69-74-70=283)      | 1 colpo | Paul Affleck, René Michelsen                |
| 2  | 13 ottobre 1997  | Smurfit Irish PGA Championship             | -3 (70–66–75–74=285)      | 3 colpi | Stephen Hamill, David Higgins, John McHerny |
| 3  | 23 novembre 1997 | World Cup of Golf (con Pádraig Harrington) | −31 (137-137-136-135=545) | 5 colpi | – Colin Montgomerie e Raymond Russell       |
| 4  | 8 ottobre 2000   | Smurfit Irish PGA Championship (2)         | -18 (67–67–67–69=270)     | 4 colpi | Eamonn Darcy                                |
| 5  | 27 aprile 2002   | Smurfit Irish PGA Championship (3)         | -6 (76–72–65=213)         | 3 colpi | John Dwyer                                  |
| 6  | 7 settembre 2003 | Smurfit Irish PGA Championship (4)         | -8 (71–68–69–72=280)      | 5 colpi | Gary Murphy                                 |